# Sinkumkunatkuh
Sinkumkunatkuh, jedna od lokalnih skupina Sinkiuse Indijanaca s rijeke Columbia, koji su živjeli u selu nepoznatog imena na Crab Creeku, Washington. Spominje ih Curtis (1907. – 1909.).